# Мальборк-Калдово
Мальборк-Калдово (пол. Malbork Kałdowo) — остановочный пункт железной дороги в Мальборке (расположен в районе Калдово), в Поморском воеводстве Польши. Имеет 2 платформы и 2 пути.
Остановочный пункт (платформа пассажирская) построен на железнодорожной линии Варшава-Восточная — Гданьск-Главный. Построен в 1873 году, когда эта территория была в составе Германской империи.